# Hans Henrik Lefolii
Hans Henrik Lefolii (født 19. februar 1819 på Christianshavn, død 7. april 1908) var en dansk skolemand.
Lefolii blev student i 1837 og herefter cand. philol. i 1842. I 1843 blev han adjunkt på Sorø Akademi, 1844 overlærer på Rønne Statsskole, senere på Odense Katedralskole, og 1866—92, da han tog sin afsked, var han rektor i Viborg Katedralskole. Hans folkelige, af Grundtvig påvirkede retning var ikke uden indflydelse på hans styrelse af skolen (afskaffelse af de daglige karakterer, interesse for en enhedsskole). Foruden flere interessante skoleprogrammer, særlig Om Skolen som væsentlig medvirkende til Standsomskiftningen (1876), har han udgivet Fortællende Digte for Børn (1860), Fortællinger og Sagaer for Børn (1860—61), Nials Saga genfortalt (1863) samt Fra Gudelivet og Gudetroen i Nordens Hedenold (1866) og efter sin afsked har han benyttet sit otium til at oversætte Sallustius: Catilina og Jugurtha for "Selskabet til Historiske Kildeskrifters Oversættelse", hvis historie han også har givet i Et Tilbageblik (1900).